# هيجري كاتو
هيجري كاتو (باليابانية: 加藤 聖) (مواليد 16 سبتمبر 2001) هو لاعب كرة قدم ياباني.

## وصلات خارجية
- هيجري كاتو على موقع رابطة كرة القدم اليابانية للمحترفين (اليابانية)
- هيجري كاتو على موقع قاعدة بيانات كرة القدم.إي يو (الإنجليزية)
- هيجري كاتو على موقع Soccerway.com (الإنجليزية)
- هيجري كاتو على موقع عالم كرة القدم.نت (الإنجليزية)